# Memecylon liberiae
Memecylon liberiae är en tvåhjärtbladig växtart som beskrevs av Ernest Friedrich Gilg och Adolf Engler. Memecylon liberiae ingår i släktet Memecylon och familjen Melastomataceae. Inga underarter finns listade i Catalogue of Life.